# Armin Hasenpusch
Armin Hasenpusch (* 1948; † 27. November 2014 in Berlin) war ein deutscher Generalmajor des Heeres der Bundeswehr und von 2008 bis 2010 Vizepräsident für militärische Angelegenheiten des Bundesnachrichtendienstes (BND).

## Leben
Hasenpusch trat 1966 in die Bundeswehr ein und begann seine Laufbahn zum Offizier des Truppendienstes bei der Panzergrenadiertruppe. Von 1972 bis 1977 absolvierte er ein erziehungswissenschaftliches Hochschulstudium an der RWTH Aachen, das er als Diplom-Pädagoge abschloss. Von 1979 bis 1981 absolvierte er den 22. Generalstabslehrgang Heer an der Führungsakademie der Bundeswehr in Hamburg, wo er zum Offizier im Generalstabsdienst ausgebildet wurde.
Im Oktober 1997 wurde Hasenpusch zum Brigadegeneral ernannt. 1999 wurde er beim Deutschen Militärischen Vertreter bei der NATO in Brüssel (Belgien) verwendet als stellvertretender Dienststellenleiter und Chef des Stabes und war danach bis 2004 Kommandeur des Zentrums für Nachrichtenwesen der Bundeswehr (ZNBw) als Nachfolger von Günter Wenger und ab Ende 2004 Stabsabteilungsleiter II (Militärisches Nachrichtenwesen und Geoinformationswesen) im Führungsstab der Streitkräfte im Bundesministerium der Verteidigung (BMVg). In seiner letzten Verwendung war er ab 2008 als Nachfolger von Generalmajor Georg Freiherr von Brandis Vizepräsident für militärische Angelegenheiten des BND. Ihm folgte 2010 Generalmajor Norbert Stier.
Hasenpusch war verheiratet.

## Schriften
- Armin Hasenpusch: Der Aufbau des Volkshochschulwesens 1945–1947 im niedersächsischen Raum. Schroedel, Hannover, Darmstadt und Dortmund 1977.